# Resolutie 2154 Veiligheidsraad Verenigde Naties
Resolutie 2154 van de Veiligheidsraad van de Verenigde Naties is unaniem door de VN-Veiligheidsraad aangenomen op 8 mei 2014. De resolutie stelde een nieuwe VN-medaille in voor personen die uitzonderlijke moed hebben betoond tijdens hun deelname aan een VN-vredesoperatie.

## Achtergrond
De medaille werd vernoemd naar Mbaye Diagne; een Sengalese kapitein die als militair waarnemer deel uitmaakte van de UNAMIR-vredesmacht in Rwanda. Na de moord op premier Agathe Uwilingiyimana bracht hij diens vier kinderen in veiligheid in het door de VN bewaakte Hôtel des Mille Collines. Daarop bracht hij in zijn eentje, ongewapend en tegen de bevelen in met zijn voertuig nog honderden anderen in veiligheid. Op 31 mei 1994 kwam hij om het leven door shrapnel van een mortiergranaat die aan een controlepost van het Rwandees Patriottisch Front op hem werd afgevuurd. Hij reed op dat moment alleen om een boodschap van het Rwandese regeringsleger aan commandant Roméo Dallaire over te brengen. Het UNAMIR-hoofdkwartier hield een minuut stilte en een korte parade. Hij werd vervolgens met militaire eer begraven in zijn thuisland.
De eerste Kapitein Mbaye Diagnemedaille werd op 29 mei – op de internationale dag van de VN-blauwhelm – 2016 door secretaris-generaal Ban Ki-moon op het hoofdkwartier van de Verenigde Naties in New York uitgereikt aan Yacine Mar Diop, de weduwe van Mbaye Diagne.

## Inhoud
In 1997 was de Dag Hammarskjöldmedaille ingesteld voor degenen die het leven lieten tijdens een VN-vredesoperatie. Tijdens de Rwandese genocide in 1994 had de Senegalese kapitein Mbaye Diagne ongewapend honderden Rwandezen gered van de dood, maar was daarbij zelf gesneuveld. Zijn familie had daarna nooit enige vorm van appreciatie gekregen van het Hoofdkwartier van de Verenigde Naties, iets dat nu werd betreurd.
Men besloot de Kapitein Mbaye Diagnemedaille voor Uitzonderlijke Moed in te stellen voor militairen, agenten en VN-burgerpersoneelsleden in dienst van de VN die uitzonderlijke moed betonen onder gevaarlijke omstandigheden. De secretaris-generaal zou deze zelf uitreiken aan de ontvanger of diens naaste familieleden, in een ceremonie waarvoor alle lidstaten zouden worden uitgenodigd.
De secretaris-generaal werd gevraagd binnen de zes maanden een medaille te laten ontwerpen en de modaliteiten voor nominaties ervoor vast te leggen.

## Verwante resolutie
- Resolutie 1121 Veiligheidsraad Verenigde Naties (1997)

Lijst ·  2133 ·  2134 ·  2135 ·  2136 ·  2137 ·  2138 ·  2139 ·  2140 ·  2141 ·  2142 ·  2143 ·  2144 ·  2145 ·  2146 ·  2147 ·  2148 ·  2149 ·  2150 ·  2151 ·  2152 ·  2153 ·  2154 ·  2155 ·  2156 ·  2157 ·  2158 ·  2159 ·  2160 ·  2161 ·  2162 ·  2163 ·  2164 ·  2165 ·  2166 ·  2167 ·  2168 ·  2169 ·  2170 ·  2171 ·  2172 ·  2173 ·  2174 ·  2175 ·  2176 ·  2177 ·  2178 ·  2179 ·  2180 ·  2181 ·  2182 ·  2183 ·  2184 ·  2185 ·  2186 ·  2187 ·  2188 ·  2189 ·  2190 ·  2191 ·  2192 ·  2193 ·  2194 ·  2195